# Pachira subandina
Pachira subandina là một loài thực vật có hoa trong họ Cẩm quỳ. Loài này được (Dugand) Fern.Alonso mô tả khoa học đầu tiên năm 1998.